# Dibamus bourreti
Dibamus bourreti är en ödleart som beskrevs av Angel 1935. Dibamus bourreti ingår i släktet Dibamus och familjen blindödlor. IUCN kategoriserar arten globalt som otillräckligt studerad. Inga underarter finns listade i Catalogue of Life.
Arten förekommer i sydöstra Kina, i Vietnam samt i Hong Kong. Den lever i fuktiga bergsskogar.